# (13) Эгерия
(13) Эгерия (лат. Egeria) — астероид главного пояса, принадлежащий к довольно редкому спектральному классу G. Астероид был открыт 2 ноября 1850 года итальянским астрономом Аннибале де Гаспарисом в обсерватории Каподимонте, Италия и назван в честь древнеримской нимфы воды Эгерии. Название было предложено французским астрономом Урбеном Леверье, первооткрывателем Нептуна.

Орбита астероида Эгерия и его положение в Солнечной системе
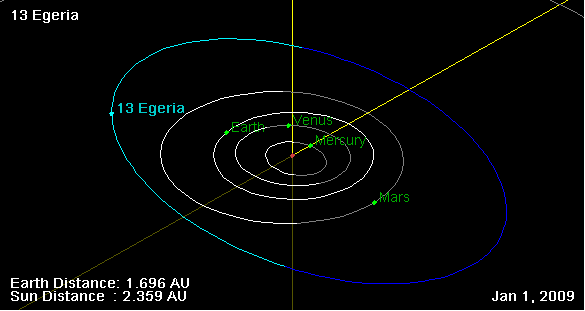
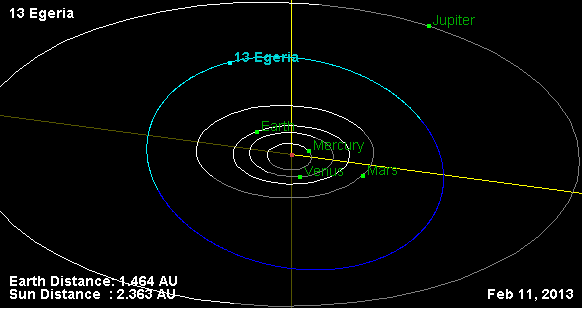

Эгерия относится к довольно редкой разновидности углеродсодержащих астероидов класса G, насчитывающий около 10 членов и отличающихся сильным ультрафиолетовым поглощением в спектре. Исследования спектров астероидов (13) Эгерии и (19) Фортуна, показывают, что в их составе могут присутствовать CM-хондриты. Помимо этого в составе Эгерии отмечается необычно высокое содержание воды, примерно, 10,5—11,5 % от общей массы астероида, что делает его весьма перспективным источником воды с точки зрения промышленного освоения. Японский инфракрасный спутник Akari подтвердил наличие на Эгерии гидратированных минералов.
Покрытие звёзд этим астероидом отмечалось дважды: 8 января 1992 года и 22 января 2008 года. Оба покрытия позволили с довольно высокой точностью определить размеры и форму астероида.
Наблюдениями обнаружены значительные неоднородности в распределении химико-минералогического состава поверхностного вещества астероида, проявляющиеся при разных фазах вращения.